# محمد عواجي
محمد أحمد عواجي، حارس مرمى كرة قدم سعودي .

## مسيرة اللاعب
مثل نادي الشباب و أعير إلى نادي العدالة مطلع عام 2020 و بعدها لعب مع نادي الطائي ونادي الشعلة ونادي السلمية.

## روابط خارجية
- محمد عواجي على موقع قاعدة بيانات كرة القدم.إي يو (الإنجليزية)
- محمد عواجي على موقع Soccerway.com (الإنجليزية)
- محمد عواجي على موقع كووورة